# Claudio Beauvue
Claudio Beauvue (Saint-Claude, Guadalupe, 16 de abril de 1988) es un futbolista francés que juega de delantero en el R. C. Calais del Championnat National 3.

## Trayectoria

### Inicios
Nacido en Saint-Claude en Guadalupe comenzó en el club de fútbol local Fumarola Saint-Claude. A los 14 años empezó a jugar en el USJA Carquefou. Entre los 15 y 18 estuvo incorporado al centro de entrenamiento del Football Club de Nantes.

### E. S. Troyes A. C.
Después de su formación, llegó a un acuerdo con el Espérance Sportive Troyes Aube Champagne donde finalmente firmó su primer contrato profesional en el verano de 2008.
Después de su primera temporada como profesional y mientras el Troyes bajó a la Championnat National, Claudio quiere dejar el club, pero el club Troyes se niega a dejarlo ir. 

### L. B. Châteauroux
El 23 de marzo de 2011, es cedido al Châteauroux, con opción de compra, para la temporada 2011/12. Después de marcar un total de 10 goles en 37 partidos, al final de la temporada, el club ejerce la opción de compra. El 19 de octubre de 2012, en la 11.ª jornada de la Liga 2, Beauvue marcó un hat-trick ante el GFCO Ajaccio.

### S. C. Bastiais
El 29 de enero de 2013 fue cedido al Sporting Club Bastiais hasta el final de la temporada. De ese modo descubrió la Ligue 1, anotando un gol en 15 partidos, pero al final de la temporada el club no ejerce la opción de compra. El 30 de junio de 2013 fue transferido oficialmente al En Avant de Guingamp, con el que ganó la Copa de Francia de fútbol en 2014 en un partido que ganaron por 2-0 contra el Stade Rennes. Durante la temporada 2014-2015 destacó como un titular indiscutible de su equipo. Anotó 4 goles en 6 partidos de la fase de grupos de Liga Europea. Esta participación fue una primicia histórica para Guingamp. Marcó un gol contra el ACF Fiorentina, otro contra el Dinamo de Minsk y un doblete contra el PAOK Salónica. Marcó además el gol del empate en el partido de ida de los dieciseisavos de final de la Europa League contra el Dinamo de Kiev, aunque finalmente fueron eliminados. 

### Olympique de Lyon
El 27 de junio de 2015 firmó un contrato de cuatro años con el Olympique de Lyon.

### R. C. Celta de Vigo
Después de empezar la temporada con el Lyon, marcando 8 goles en 29 partidos, fue vendido al Real Club Celta de Vigo para las próximas 5 temporadas.
En su tercer partido como jugador del Celta marcó su primer gol ante el Sevilla, poniendo el empate a uno.
El 16 de abril de 2016, durante el partido que enfrentó al Celta contra el Betis en el estadio de Balaídos, Claudio se rompió el tendón de Aquiles.
La temporada siguiente, después de meses lesionado jugaría un importante partido ante el Krasnodar, en octavos de final de la Europa League, donde en el minuto 89 marcaría de cabeza el gol que daría la victoria a su equipo. Esa temporada marcaría 2 goles y 2 asistencias, su equipo llegaría a las semifinales de Copa y a la de la Europa League, donde en el último minuto Beauvue tuvo el gol del pase a la final en sus botas.

### C. D. Leganés
En la temporada 2017-2018 jugó cedido en el Club Deportivo Leganés donde anotaría 3 goles.

### S. M. Caen
En la temporada siguiente volvería a ser cedido, esta vez al Stade Malherbe Caen, donde marcaría 3 goles con el primer equipo y uno con el equipo B.                                                                                                        

### R. C. Celta de Vigo (2.ª etapa)
Un año después, ya de vuelta en el Celta, el club apartaría a Beauvue del club, donde no iría convocado en ningún partido de la pretemporada, aun así, y ante la presión del club para que se marchara en el mercado de verano, Claudio no abandonó el equipo. Al empezar la temporada Beauvue no iría convocado a ningún partido, en la jornada 10 de la liga, Beauvue sufriría una grave lesión en el entrenamiento, quitándole cualquier posibilidad de ir convocado.

### Real Club Deportivo La Coruña
El 18 de enero de 2020 firmó con el equipo blanquiazul por lo que quedaba de temporada y una más, siempre y cuando el equipo se mantuviera en Segunda División. A pesar de descender a Segunda División B, el 5 de septiembre renovó hasta 2022.

## Selección nacional
Se unió a la selección de Guadalupe en 2008. Jugó su primer partido en la selección el 19 de febrero de 2008 durante un partido amistoso contra la selección de fútbol de San Vicente y las Granadinas (2-1). No pudo disputar la Copa de Oro de la Concacaf 2009 al tener dificultades con su club.
En 2016 marcaría su primer gol en un partido oficial con Guadalupe.

## Estadísticas[11]
| Club                       | División              | Temporada | Liga  | Liga  | Copa  | Copa  | Europa | Europa | Total | Total |
| Club                       | División              | Temporada | Part. | Goles | Part. | Goles | Part.  | Goles  | Part. | Goles |
| -------------------------- | --------------------- | --------- | ----- | ----- | ----- | ----- | ------ | ------ | ----- | ----- |
| Troyes Francia             | Ligue 2               | 2007/08   | 9     | 1     | 1     | 0     |        |        | 10    | 1     |
| Troyes Francia             | Ligue 2               | 2008/09   | 36    | 3     | 5     | 1     |        |        | 41    | 4     |
| Troyes Francia             | National              | 2009/10   | 34    | 11    | 5     | 3     |        |        | 39    | 14    |
| Troyes Francia             | Ligue 2               | 2010/11   | 18    | 2     | 1     | 0     |        |        | 19    | 2     |
| Châteauroux Francia        | Ligue 2               | 2011/12   | 37    | 10    | 6     | 0     |        |        | 43    | 10    |
| Châteauroux Francia        | Ligue 2               | 2012/13   | 21    | 6     | 3     | 1     |        |        | 24    | 7     |
| Bastia Francia             | Ligue 1               | 2013      | 15    | 1     |       |       |        |        | 15    | 1     |
| EA Guingamp Francia        | Ligue 1               | 2013/14   | 36    | 5     | 6     | 2     |        |        | 42    | 7     |
| EA Guingamp Francia        | Ligue 1               | 2014/15   | 36    | 17    | 8     | 5     | 8      | 5      | 52    | 27    |
| Olympique Lyonnais Francia | Ligue 1               | 2015/16   | 19    | 5     | 4     | 3     | 6      | 0      | 29    | 8     |
| Celta de Vigo · España     | 1.ª División          | 2015/16   | 10    | 1     | 3     | 0     |        |        | 13    | 1     |
| Celta de Vigo · España     | 1.ª División          | 2016/17   | 13    | 1     | 0     | 0     | 6      | 1      | 19    | 2     |
| C.D. Leganés' · España     | 1.ª División          | 2017/18   | 28    | 2     | 7     | 1     |        |        | 34    | 3     |
| S.M Caen' Francia          | Ligue 1               | 2018/19   | 25    | 3     | 3     | 0     |        |        | 28    | 3     |
| S.M Caen B' Francia        | Liga Profesionnelle 3 | 2018/19   | 1     | 1     |       |       |        |        | 1     | 1     |
| Celta de Vigo · España     | 1.ª División          | 2019/20   |       |       |       |       |        |        |       |       |

## Palmarés

### Títulos nacionales
| Título          | Club           | País    | Año  |
| --------------- | -------------- | ------- | ---- |
| Copa de Francia | E. A. Guingamp | Francia | 2014 |